# Ala-Hippa
Ala-Hippa är en sjö i kommunen Kuopio (före 2017 även i dåvarande Juankoski kommun) i landskapet Norra Savolax i Finland. Sjön ligger 95 meter över havet. Den är 17,6 meter djup. Arean är 2,37 kvadratkilometer och strandlinjen är 18,83 kilometer lång. Sjön  ingår i Vuoksens huvudavrinningsområde.   Den ligger omkring 36 kilometer nordöst om Kuopio och omkring 370 kilometer nordöst om Helsingfors. 